# Xa đám đông điên loạn
"Xa đám đông điên loạn" (tên tiếng Anh: Far from the Madding Crowd) (xuất bản năm 1874) là cuốn tiểu thuyết thứ tư, thành công đầu tiên của nhà văn Anh Thomas Hardy. Cuốn tiểu thuyết xuất hiện lần đầu dưới dạng truyện nhiều kì trên tạp chí "Cornhill Magazine" và đã nhận được rất nhiều lời phê bình, hầu hết là theo chiều hướng tốt. Thomas Hardy đã mở rộng câu chuyện cho lần tái bản năm 1895, và sửa đổi nó vào lần tái bản năm 1901.

## Nội dung
Câu chuyện bắt đầu với cuộc gặp gỡ giữa người chăn cừu Gabriel Oak và Bathsheba Everdene - cô gái trẻ đẹp, được giáo dục tốt, nghèo nhưng phù phiếm khi đến vùng đất của Gabriel Oak trong một dịp đi thăm dì của mình.
Một đêm, khi đang ngủ trong lều, Gabriel Oak gần như sắp chết vì nghẹt thở, may nhờ có Bathsheba Everdene cứu mạng. Nhờ thế mà Oak rất biết ơn Bathsheba. Nhưng rồi nó lại trở thành tình yêu mãnh liệt, thế là anh quyết định cầu hôn Bathsheba Everdene nhưng cô lại từ chối dù thích anh.
Sau đó Bathsheba Everdene ra đi, đến một ngôi làng nhỏ bé mang tên Weatherbury. Sau đó, một tai nạn xảy ra với Gabriel Oak khi đàn cừu của anh bỗng dưng chết đi, anh phải từ bỏ tất cả để trả nợ và ra đi tay trắng. Anh bắt đầu lang thang, tìm kiếm việc làm. Anh biết được thông tin Bathsheba Everdene đến Weatherbury và trong thâm tâm, anh muốn đến nơi đó để được ở gần với người mình yêu.
Đến nơi thì Gabriel Oak gặp một đám cháy, với sự nhanh nhạy của mình anh đã dập tắt được đám lửa, ngăn không cho nó lan ra các kho thóc. Nhờ vậy mà người trong làng mang ơn anh và có cảm tình với anh. Giờ thì nhu cầu của anh là kiếm việc làm, vì thế một gợi ý được đưa ra là anh đến làm việc cho chủ trang trại mà anh vừa giúp dập tắt lửa với công việc chăn cừu. Chủ sở hữu của trang trại đó vừa mới qua đời và để lại toàn bộ tài sản cho cháu gái của mình, và bất ngờ thay cô cháu gái đó lại là Bathsheba Everdene. Sau một thoáng bất ngờ cũng như đắn đo, Bathsheba Everdene quyết định thuê Oak làm việc cho mình.
Trong thời gian đó, Fanny Robin - cô hầu gái của Bathsheba Everdene bỗng nhiên bỏ làng ra đi, làm dân làng thêm một phen lo lắng. Gabriel Oak vẫn giữ trọn tình yêu dành cho Bathsheba Everdene, anh lặng lẽ bước song song bên đời cô. Tuy đã quên đi lời cầu hôn khi xưa nhưng với anh, được trông thấy cô mỗi ngày đã là hạnh phúc lắm rồi; còn hơn phải ra rời cô mãi mãi.
Sống gần nhà Bathsheba Everdene, William Boldwood là ông chủ trang trại láng giềng, trái tim chai đá của ông khiến bao phụ nữ thổn thức và tổn thương, ông lạnh lùng với mọi phụ nữ kể cả bà chủ trang trại láng giềng trẻ đẹp.
Một người con gái đầy kiêu hãnh như Bathsheba Everdene thấy tổn thương vì điều đó, vậy là cô quyết định chơi trò trẻ con với mục đích khiến William Boldwood phải quan tâm đến cô.
Và điều cô làm đã trở thành hiện thực: trái tim băng giá của William Boldwood đã nhũn ra dưới ngọn lửa đầy mê hoặc của cô - người mà trước đây ngay cả một cái nhìn ông cũng không thèm ban cho. Càng lúc William Boldwood càng điên đảo trước vẻ đẹp của Bathsheba Everdene. Thế là Bathsheba Everdene hiểu rằng mình đã sai lầm khi đâm đầu vào trò chơi này, cô không được thoải mái trước sự quan tâm của William Boldwood cho lắm. Nhưng thời gian bắt đầu xóa mờ đi khoảng cách giữa 2 người, họ bắt đầu xích lại gần nhau!
Ở một nơi xa xăm, Fanny Robin gặp được người đàn ông của mình, họ quyết định làm đám cưới nhưng vì những lý do không may, đôi tình nhân mãi mãi không thể đi đến đời sống hôn nhân. Bathsheba Everdene nói chuyện về ý định kết hôn cùng William Boldwood với Gabriel Oak. Oak lắng nghe và chia sẻ cùng cô.
Thế là giữa Gabriel Oak và Bathsheba Everdene xảy ra những xung đột, Oak bỏ trang trại ra đi nhưng không thành vì Bathsheba cần anh, nhưng lại cần công việc chứ không phải tình yêu. Còn Oak, anh cần cô, cần được ở bên cô.
Lại thêm một nhân vật nữa, trung sĩ cảnh vệ Troy được gia đình cho ăn học tử tế nhưng làm quân nhân luôn là ước mơ của anh, anh được toại nguyện. Anh đẹp trai, cuốn hút nhưng dường như không tạo được niềm tin cho người đối diện. Troy gặp Bathsheba Everdene trong một dịp tình cờ. Lúc đó, William Boldwood có chuyến công tác, phải xa Weatherbury một thời gian.
Troy đã khiến Bathsheba Everdene choáng ngợp trong những lời có cánh ngọt ngào của mình. Và, Bathsheba Everdene té ngã trong tình yêu với Troy!

Thế nhưng cuối cùng Bathsheba đã quyết định chọn Gabriel Oak để trở thành bạn đời của mình. Câu chuyện kết thúc.

## Phân tích
Từ"Far from the Madding Crowd" đã được tác giả sử dụng một phần thơ trong "Elegy Written in a Country Church Yard" (Khúc bi thương viết trong sân nhà thờ ở vùng đồng quê) của Thomas Grey:

Far from the madding crowd's ignoble strife

Their sober wishes never learn'd to stray;

Along the cool sequester'd vale of life

They kept the noiseless tenor of their way.

(Xa va chạm bỉ của bọn điên

Say ước không bao giờ trốn

Theo sự thích thú riêng của đời

Chúng giữ âm thanh theo cách chúng.)
 
Ở đây, từ "madding" có nghĩa là điên cuồng, điên loạn (tương đương từ "Frenzied"). Cả năm nhân vật chính trong truyện là Bathsheba, Troy, Boldwood, Oak, và Fanny Robin, tất cả đều muốn tìm ra "bạn đời" của mình.

## Xếp hạng
Cuốn truyện được bình chọn đứng thứ 47 trong bảng xếp hạng Big Read Top 100 – một trăm cuốn sách nhất mọi thời đại do người đọc bình chọn. Hơn nữa chuyện tình trong truyện cũng được bình chọn là chuyện tình lãng mạn thứ 10 của "the Guardian".

## Ảnh hưởng
Cuốn truyện được dựng làm kịch năm 1882 với kịch bản Thomas Hardy.
Có nhiều bộ phim ra đời dựa theo nội dung "Xa đám đông điên loạn" nhưng nổi tiếng nhất là của đạo diễn John Schlesinger với sự diễn xuất của Julie Christie, Terence Stamp, Peter Finch, và Alan Bates. Những bộ khác là:
- Far from the Madding Crowd (năm 1915)
- Far from the Madding Crowd (năm 1998)

Nó cũng đã được chuyển thể thành kịch Opera vào năm 2006, đạo diễn Andrew Downes.